# アサヒフードアンドヘルスケア
アサヒフードアンドヘルスケア株式会社（英語：ASAHI FOOD & HEALTHCARE, LTD）は、かつて存在した健康食品・医薬品等を製造していた企業。東京都墨田区に本店をおいていた。主に、大衆薬、サプリメント等の製造・販売を手がけたが、酵母エキス等の業務用商品の製造も行っていた。
2016年1月にアサヒグループホールディングス内における食品事業の再編に伴い、アサヒグループ食品傘下の製造子会社となった。
2017年7月にアサヒグループ食品へ吸収合併され解散した。

## 概要
- 1992年3月 - アサヒビール株式会社（旧法人）の食品事業部を分社化、「アサヒビール食品株式会社」設立。
- 1994年3月14日 - アサヒビールの医薬品事業部を分社化、「アサヒビール薬品株式会社」設立。
- 1995年1月 - アサヒビール薬品がアサヒビール漢方製薬株式会社[注 1]と順興薬品工業株式会社（アサヒビールの子会社）を吸収合併。
- 2002年
  - 3月 - アサヒビール薬品が、株式会社ポーラ化粧品本舗（現・ポーラ）の食品部門子会社「ポーラフーズ株式会社」の全株式を取得し完全子会社化。「ミンティア」などポーラフーズが発売していた全商品の権利を獲得。
  - 7月1日 - アサヒビール薬品を存続会社としてアサヒビール食品と合併、「アサヒフードアンドヘルスケア株式会社」に商号変更。
- 2003年1月1日 - ポーラフーズを吸収合併し、ポーラフーズ全商品の権利を直接保有。
- 2008年9月 - 株式会社サンウェルを吸収合併。
- 2010年1月、アサヒビールグループの統一コーポレートスローガン「その感動を、わかちあう。」を制定。アサヒビール・アサヒ飲料・当社の3社でこのスローガンを使用する。
- 2011年7月 - 親会社のアサヒビール株式会社（旧法人）の持株会社移行により「アサヒグループホールディングス株式会社」に商号を変更。アサヒフードアンドヘルスケアは同社の事業子会社となる。
- 2015年7月 - グループ内の食品事業再編に際し、グループ会社の和光堂株式会社及び天野実業株式会社との共同株式移転により、アサヒグループホールディングスが同社の完全子会社として「アサヒグループ食品株式会社」を設立。
- 2016年1月 - グループ内の食品事業再編に伴い、営業・マーケティング・研究開発・SCM・管理などの各部門を吸収分割によりアサヒグループ食品株式会社に移管し、同社傘下の製造部門における子会社となる。
- 2017年7月1日 -  和光堂株式会社及び天野実業株式会社とともにアサヒグループ食品株式会社に吸収合併[1]。

なお、一時期アサヒビールの出資子会社だった鳥居薬品とは、製品や販売・流通上の関係は一切無かった。

## 各部門について

### 薬品（大衆薬）部門
- 滋養強壮剤「ヘパーティッサンC錠【第3類医薬品】」
- ビール酵母製剤「エビオス錠【指定医薬部外品】」

- 整腸剤「ラクトーンA【指定医薬部外品】」

かつて販売していた商品
- 漢方製剤
  - 東漢美容 Asahi桂枝茯苓丸錠【第2類医薬品】
  - 東漢美容 Asahi当帰芍薬散錠【第2類医薬品】
  - ラクーニSK錠（疎経活血湯製剤）【第2類医薬品】

### 食品部門
- サプリメント（栄養補助食品）として「ディア･ナチュラ」「アクティオ」や「スーパービール酵母」の各シリーズ
- 「シーズケース」「バランスアップ（「クリーム玄米ブラン」など）」「ミンティア」「1本満足バー」などの食品（菓子類）
- 「三ツ矢サイダー」「バヤリースオレンジ」「Wonda」などアサヒ飲料が発売するソフトドリンクフレーバーのキャンディ
- カルピスキャンディ - カルピス社がアサヒグループ入りしたのに伴い、製造・販売権をカンロから移管。
- 「スープごはん」「おどろき野菜」「スープカフェ」などのスープ類

などの製造・販売を行っていた。

### 園芸資材
- 園芸培養土「豊作物語」（アサヒビールとタキイ種苗との共同開発商品。ビール酵母抽出成分である「酵母細胞壁」を原料とした植物活性資材）の販売を行っていた。

### ダイレクトマーケティング部門
- 通販専用のサプリメント
- 特定保健用食品
- 食品

などを通信販売していた。

## CM出演経験者
- 西城秀樹 - シーズケースのCMに出演していた。
- ビビる大木 - ミンティアのCMに女装して出演していた。
- 本田圭佑 - ミンティアのCMに出演。
- 草彅剛 - 1本満足バーのCMに出演。
- 島崎和歌子 - パーフェクトアスタコラーゲンのCMに出演。
- 黒谷友香 - 同上。
- 能年玲奈 - ナチュレーブのCMに出演。
- 神田沙也加 - キレイな間食のCMに出演。
- 滝沢カレン - ディアナチュラのCMに出演。